# سباقات السرعة

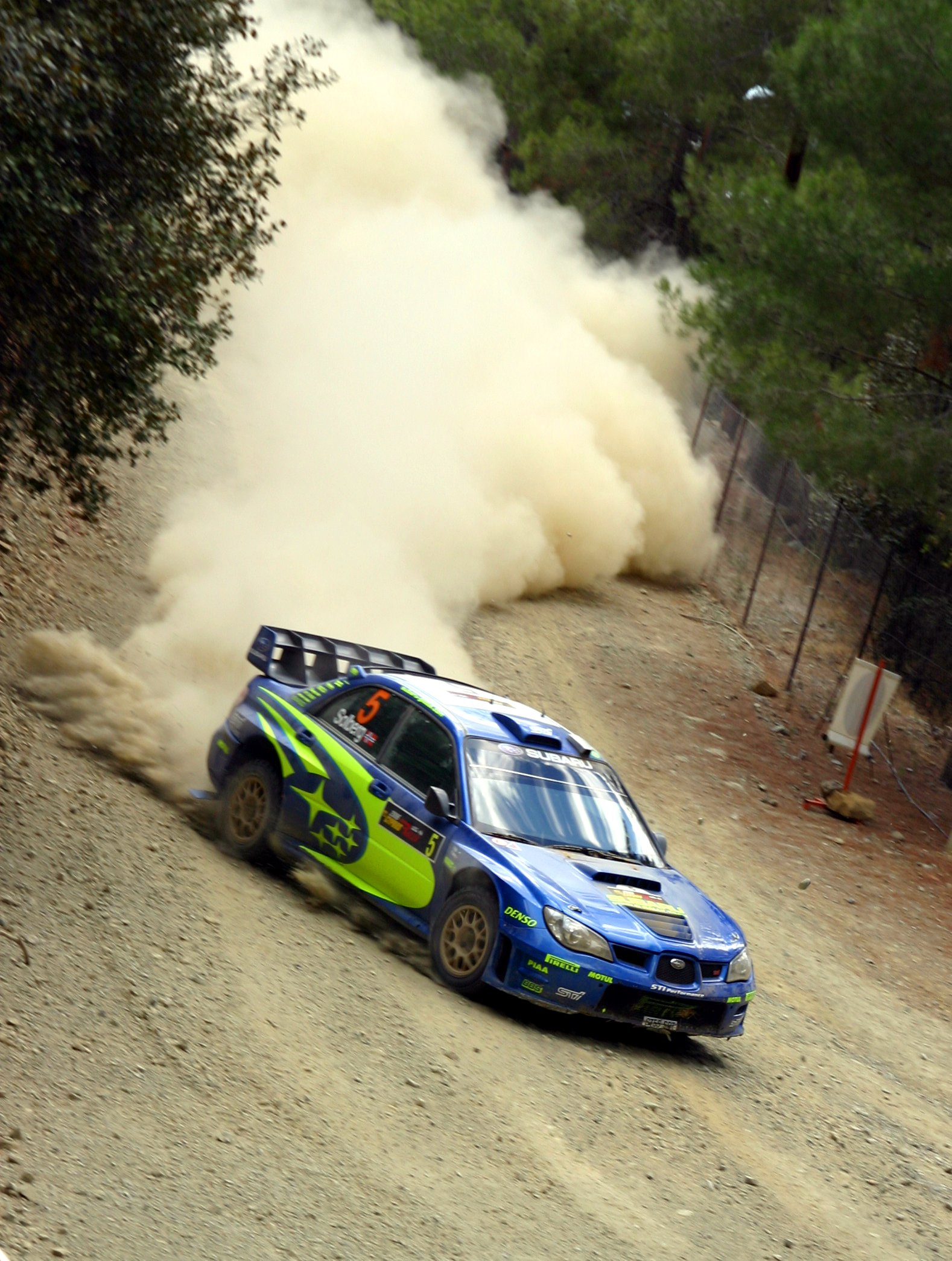
سيارة رياضية تنافس في رالي قبرص 2006

سباقات السرعة (الرالي) هي سباقات للتحمل والسرعة، وتشمل عدة مراحل.
يحصل المتبارزون في نهاية كل منها على عدد من النقاط. وتتم سباقات الرالي - عـادة - على الطرق المخصصة للسباقات, ولا ننصح بان تتم على الطرق العامه وتكون بعـض هـذه الطرقات زلقة في الشتاء أو مبتلة أو مكسوة بالثلج، كـما أنها تقام أحياناً على بعض الطرقات التي تقفل أمام السير العادي أثناء السباق، ويتم جمع نتائج كل المراحل في الاخير.

## أشهر السباقات
سباقات الرالي:
- في الشرق الأوسط:

1- رالي حائل
2- رالي جدة
3- رالي الكويت
4- رالي قطر
5- رالي دبي
6- رالي سوريا
7- رالي الأردن
- في العالم:

1- رالي ويلز
2- رالي السويد
3- رالي إيطاليا

## أنواع سباقات الرالي
تقسم سباقات الرالي إلى:
1. الرالي الإقليمي.
2. الرالي الوطني.
3. الرالي الدولي.

## بداية الفكرة
انبثقت فكرة الرالي لأول مرة في أواخر عام 1998 بعد أن نظم نادي السيارات السوري – ممثل الاتحاد الدولي للسيارات FIA - بكادره البسيط حينها مسار عدة راليات أوروبية عابرة في سورية جعلت من الأراضي السورية مرحلة أساسية من مراحلها.
أول تلك الراليات هو رالي London-Cape town، حيث كان للنادي دوراً في استقبال تلك الراليات على الحدود لتأمين دخولها ورسم مساراتها ضمن سورية ومرافقتها حتى المغادرة، ليترك هذا الاهتمام الأثر الكبير في نفوس كل من شارك في تلك الأحداث من منظمين ومتسابقين أجانب، الأمر الذي ساهم في ترك انطباع جيد ليس عن نادي السيارات السوري فحسب وإنما عن سورية ككل.
من هذه النقطة سعى نادي السيارات السوري لخلق رالي كان الأول بفكرته في الشرق الأوسط، هدفه التعريف بسورية طبيعياَ وثقافياَ وتاريخياَ على المستويين الوطني والعالمي، وفعلاً من خلال الجهود الحثيثة التي بذلها النادي برعاية كريمة من وزارة السياحة ومعظم قطاعات الدولة، خرج رالي اكتشف سوريا إلى الوجود لأول مرة في عام 2003.
انطلق الرالي بمجموعة من 38 سيارة مشاركة في صباح 16 تموز2003، حيث رفع علم الانطلاق السيد وزير السياحة سعد الله آغا القلعة، وضم الرالي لفيف من المشاهير العرب الرياضيين والفنانين.

## انطلاقة الرالي
تم تنظيم رالي اكتشف سورية لأول مرة في العام 2003 كفكرة جديدة لم يسبق لها مثيل في الشرق الأوسط، والهدف منه هو جذب أكبر قدر ممكن من الاهتمام الاجتماعي والإعلامي المحلي والعربي والعالمي على الأماكن السياحية والأثرية والتاريخية المميزة الموجودة في سورية والحضارات العديدة وأماكن الجذب الديني المختلفة، بالإضافة إلى الخدمات السياحية المتوفرة فيها . وذلك عن طريق رالي سياحي رياضي لا يعتمد على السرعة أبداً وإنما على الدقة في استعمال الخرائط وإتباع التعليمات الخاصة .
يتضمن الرالي عدة مراحل تحسب فيها النقاط للمتسابقين، حيث يتعين على المتسابق قطع مسافة هذه المراحل خلال وقت معين دون زيادة أو نقصان.
وكما يتضمن مسار الرالي كافة أنواع المناطق الجغرافية حيث يمر في المناطق الجبلية والساحلية والصحراوية والداخلية.
يرافق الرالي سنوياً عدد من مشاهير الفنانين والرياضيين وأكثر من (50) إعلامياً من كافة وسائل الإعلام المسموع والمقروء والمتلفز..... من غالبية أقطار الوطن العربي إضافة إلى قبرص وفرنسا، وذلك لتحقيق هدف الرالي إعلامياً وإعطاء الصورة الحقيقية اللازمة له، من خلال مشاركة الجميع الفعلية في الرالي .
- كيفية السباق:
يعتمد المتسابق في هذا الرالي على كتيب للمسار مرسوم من قبل نادي السيارات السوري ويحوي عددا من الإشارات والقياسات لكل مقطع من الطريق، ويحصل المتسابق على النقاط بالتزامه بالمرور في كافة نقاط المراقبة المذكورة ضمن كتيب المسار وضمن الأوقات المحددة (شرح تفصيلي لحساب النقاط في البند التالي) ، لذلك فان الرالي لا يعتمد على السرعة خلاله أبداً وإنما على المهارة والدقة في إتباع التعليمات .
- حساب النقاط:
ا- نقطة الانطلاق لكل يوم: أي سيارة تصل متأخرة إلى مكان الانطلاق في كل يوم تغرم بنقطة لكل دقيقة تأخير تضاف إلى نقاط الفريق .
أي سيارة تصل متأخرة إلى مكان الانطلاق لفترة تزيد عن 15 دقيقة تغرم بخمس نقاط عن كل دقيقة تأخير تضاف إلى نقاط الفريق .
أما التأخير أكثر من 25 دقيقة فيعرض الفريق المشارك إلى الإقصاء من الرالي بدون إعادة الرسوم.
ب- المراحل العادية والخاصة:
1) المراحل العادية: يتكون كل يوم من أيام السباق من عدة مراحل عادية وتعطى كل مرحلة وقتاً محدداً، وكل وصول:
1- بعد هذا الوقت يغرم الفريق المتأخر عن كل دقيقة بنقطة تضاف إلى نقاطه.
2- قبل هذا الوقت يغرم الفريق المتأخر عن كل دقيقة بنقطتين تضاف إلى نقاطه (بسبب السرعة الزائدة).
2) المراحل الخاصة: يوجد في كل يوم من أيام السباق مرحلة أو مرحلتين خاصتين وتعطى وقتاً محدداً وكل وصول:
1- بعد هذا الوقت يغرم الفريق المتأخر عن كل دقيقة بخمس نقاط تضاف إلى نقاطه.
2- قبل هذا الوقت يغرم الفريق المتأخر عن كل دقيقة بعشر نقاط تضاف إلى نقاطه (بسبب السرعة الزائدة).
ج- نقاط المراقبة العادية: إن عدم المرور في أي نقطة من نقاط المراقبة المحددة في كتيب المسار يغرم المتسابق ب /50/ نقطة تضاف إلى نقاطه.
د- نقاط المراقبة السرية: قد يتضمن كل يوم من أيام الرالي نقاط مراقبة سرية لمراقبة مدى تقيد السيارات المشاركة بقوانين الرالي، والتأكد من عدم مخالفة تعليمات السلامة المذكورة بالمادة (7) من كتيب القوانين، وأي مخالفة تستوجب غرامة محددة بحسب المادة المذكورة أعلاه .
بالإضافة إلى حساب الوقت المفترض فيه وصول المتسابق إلى النقطة بحسب النسبة بين بداية ونهاية المرحلة الموجودة فيها النقطة السرية، وتعطى هامش خمسة دقائق عن الوقت المفترض وكل وصول قبل هذا الوقت يغرم الفريق المخالف بـ 20 نقطة عن كل دقيقة وصول مبكرة.
ه- الصور الضائعة: تتضمن بطاقة الوقت المعطاة للمشاركين ضمن الرالي صفحة تحوي مجموعة صور لكل يوم، ذات مضمون مميز وموضوعة بترتيب عشوائي وعلى كل فريق مشارك أن يحدد تماماً مكان هذه الصور ضمن كتيب الطريق خلال رحلته لهذا اليوم ويسلم في نقطة الوصول إلى الفندق .
وفي حال الفشل أو الخطأ في تحديد مكان الصورة المطلوبة يُغرم الفريق المشارك بسبعة نقاط لكل صورة تضاف إلى نقاطه.
و- أسئلة المعلومات العامة: يعطى المتسابق في عدد من نقاط المراقبة كل يوم أسئلة تتعلق بأمور عامة أو معلومات سياحية،
و يكون لكل متسابق الوقت للإجابة عليها حتى الوصول إلى نقطة المراقبة التالية وتسليم الإجابة,
و في حالة الإجابة الخاطئة عن أي سؤال يغرم الفريق بسبعة نقاط تضاف إلى مجموع نقاطه.
ز- نشاطات متفرقة: في كل يوم يوجد عدد من النشاطات موزعة على الطريق وتدخل نقاطها ضمن النتائج العامة، وتوزع نقاط كل لعبة في بداية كل مرحلة.
ح- مخالفات تعليمات السلامة:
هي التعليمات المتطابقة لأنظمة السلامة العامة في الدولة مثل:
1- حزام الأمان.
2- استعمال الجوال بدون سماعة الأذن أثناء القيادة.
3- السرعة الزائدة عن حدود السرعة القانونية.
إن ضبط أي من هذه المخالفات من قبل أحد المنظمين أو مراقبي المسار في أي وقت من أوقات السباق يعرض الفريق إلى عقوبة مقدارها 100 نقطة، بدون وجود حق للاعتراض من قبل الفريق الذي اتخذت بحقه العقوبة.

## الفائزين
يكون الفائز الأول هو الفريق الذي لديه أعلى مجموع نقاط. يليه في المرتبة الثانية صاحب المجموع الأعلى التالي وهكذا دواليك .
في حال التعادل يعلن فوز الفريق الذي حقق أفضل نتيجة بمجموع المراحل الخاصة خلال الرالي.
وإذا استمر التعادل تتولى هيئة الحكام الفصل بين المتنافسين ويعتبر قرارها نهائياَ.